# アントニオ・カルダーラ

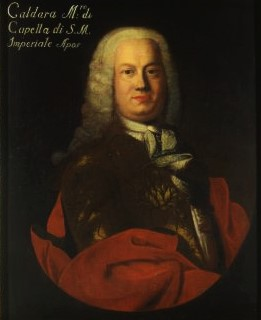
Antonio Caldara

アントニオ・カルダーラ（Antonio Caldara, 1670年 ヴェネツィア - 1736年12月28日 ウィーン）はイタリア・バロック音楽の作曲家。オペラと宗教曲の両面において重要。

## 生涯
ヴェネツィアのヴァイオリニストの家庭に生まれる（正確な日付は不詳）。聖マルコ大寺院の聖歌隊員となる傍ら、おそらくジョヴァンニ・レグレンツィのもとでいくつかの楽器を習得する。1699年にマントヴァ公フェルディナンド・カルロの招聘を受け、マントヴァ公ゴンザーガ家の宮廷楽長となる。1707年にマントヴァがスペイン継承戦争の中オーストリアに併合され、ゴンザーガ家が没落したため、1708年にオーストリアのカルル大公（後の神聖ローマ皇帝カール６世）に仕える。1709年ローマに移り、ルスポリ大公（Ruspoli）の宮廷楽長に就任する。1713年、ドイツ皇帝となったカール6世に招かれ、ウィーンの宮廷楽師となる。1715年、ウィーンの宮廷楽長マルカントニオ・ジアーニが没すると、カルダーラは自らを宮廷楽長または副楽長とするよう神聖ローマ皇帝カール6世に請願書を送る。これが認められて1716年にウィーンの宮廷副楽長に就任、以降没するまでその地位にあった。

## 作品
80曲余りのオペラを作曲し、その3分の2がウィーン宮廷のためだった。メタスタージオの台本のオペラや、オラトリオが重要視されている。当時のカトリック圏としてはやや長めの、器楽パートが華麗に活躍するミサ曲を遺しており、バッハの《ロ短調ミサ曲》への影響がしばしば言及されている。